# Cantonul Doué-la-Fontaine
Cantonul Doué-la-Fontaine este un canton din arondismentul Saumur, departamentul Maine-et-Loire, regiunea Pays de la Loire, Franța.

## Comune
- Brigné
- Concourson-sur-Layon
- Dénezé-sous-Doué
- Doué-la-Fontaine (reședință)
- Forges
- Louresse-Rochemenier
- Martigné-Briand
- Meigné
- Montfort
- Saint-Georges-sur-Layon
- Les Ulmes
- Les Verchers-sur-Layon